# Resultados do Carnaval de Vitória em 2019
Nesta página estão apontados os Resultados do Carnaval de Vitória no ano de 2019. A Independente de Boa Vista foi a campeã do Grupo Especial, enquanto a Independente de São Torquato campeã do Grupo A.

## Grupo Especial
| Legenda: Campeã Rebaixada |

| Pos | Escolas de samba          | Enredo                                                                          | Pontos | Referências |
| --- | ------------------------- | ------------------------------------------------------------------------------- | ------ | ----------- |
| 1   | Independente de Boa Vista | Entre rodovias e fronteiras… Honras e glórias. PRF 90 anos dos Anjos do Asfalto | 179,7  | [ 1 ]       |
| 2   | Mocidade Unida da Glória  | Sorrir e sambar, é só começar                                                   | 179,6  | [ 1 ]       |
| 3   | Novo Império              | De Maria às Marias: Uma revolução, um grito de liberdade! #presente             | 179,6  | [ 1 ]       |
| 4   | Unidos de Jucutuquara     | O Rosário do Bispo e o seu delirante inventário do universo                     | 179,2  | [ 1 ]       |
| 5   | Unidos da Piedade         | Felis Catus – Sagrados e malditos                                               | 179,2  | [ 1 ]       |
| 6   | Imperatriz do Forte       | Navegando nas correnteza da história,a imperatriz vem vestida de azul           | 177,9  | [ 1 ]       |
| 7   | Pega no Samba             | Lenira Borges: Uma Vida para a Dança                                            | 177,8  | [ 1 ]       |

## Grupo A
| Legenda: Promovida Rebaixada |

| Pos | Escolas de samba             | Enredo                                                                                         | Pontos | Ref.  |
| --- | ---------------------------- | ---------------------------------------------------------------------------------------------- | ------ | ----- |
| 1   | Independente de São Torquato | O Bar e o Sonho, Terra de Todos as Gentes, Deixa Quem Quiser Falar, A Independentes Vem Cantar | 179,1  | [ 2 ] |
| 2   | Chegou o Que Faltava         | A Lenda da Pedra Menina                                                                        | 179    | [ 2 ] |
| 3   | Chega Mais                   | Contos e encantos do Amazonas, O Rio da vida que banha o futuro do Brasil                      | 176,7  | [ 2 ] |
| 4   | Andaraí                      | Heróis: a esperança de um povo                                                                 | 175,8  | [ 2 ] |
| 5   | Rosas de Ouro                | A busca pela relíquia chinesa e os herdeiros de 22 de abril                                    | 175,5  | [ 2 ] |
| 6   | Unidos de Barreiros          | É tempo de amar...                                                                             | 174,6  | [ 2 ] |
| 7   | Império de Fátima            | “Conceição da Barra: amor de verão, o carnaval do meu coração”                                 | 174,5  | [ 2 ] |
| 8   | Tradição Serrana             | “No grito ecoou, no sorriso, no abraço, no negro: a esperança brotou”                          | 170,4  | [ 2 ] |

## Grupo B
| Legenda: Promovida |

| Pos | Escolas de samba          | Enredo                                                       | Pontos | Ref.  |
| --- | ------------------------- | ------------------------------------------------------------ | ------ | ----- |
| 1   | Mocidade da Praia         | Reza a lenda, surge a noite. Tem sonhos e delírios no ar!    | 178,2  | [ 3 ] |
| 2   | Independente de Eucalipto | Padre Cícero Romão - O padim do Nordeste                     | 177,5  | [ 3 ] |
| 3   | União Jovem de Itacibá    | Rio de Maravilhas de Janeiro a Janeiro. Beleza o ano inteiro | 175,8  | [ 3 ] |
| 4   | Mocidade Serrana          | Skindô Yaya Skindô Yoyo,A Serra canta a cultura popular      | 171,3  | [ 3 ] |